# Аллегейни (округ, Нью-Йорк)
Округ Аллеге́йни (англ. Allegany County) — округ штата Нью-Йорк, США. Население округа на 2000 год составляло 49927 человек. Административный центр округа — город Белмонт.

## История
Округ Аллегейни основан в 1806 году; назван в честь одноимённой реки Аллегейни. Источник образования округа Аллегейни: округ Дженеси.

## География
По данным Бюро переписи США, общая площадь округа равняется 2 678 км², из которых 2 668 км² суша и 10 км² или 0,41 % это водоёмы.

### Соседние округа
- Ливингстон (Нью-Йорк) — северо-восток
- Стьюбен (Нью-Йорк) — восток
- Поттер (Пенсильвания) — юго-восток
- Маккин (Пенсильвания) — юго-запад
- Каттарогус (Нью-Йорк) — запад
- Вайоминг (Нью-Йорк) — северо-запад

## Демография
Согласно переписи населения 2000 года, в округе Аллегейни проживало 49927 человек. По оценке Бюро переписи населения США, к 2009 году население уменьшилось на 1.5%, до 49157 человек. Плотность населения составляла 18.4 человек на квадратный километр.